# Federico Tello
Federico Tello (fl. XX secolo) è stato un calciatore argentino, di ruolo attaccante.

## Caratteristiche tecniche
Giocava come ala sinistra.

## Carriera

### Club
Tello debuttò nel calcio professionistico argentino nel corso della Primera División 1933, che disputò con la maglia del River Plate: di quella formazione era uno dei titolari, la prima scelta nel ruolo di ala sinistra. Nel campionato seguente segnò 7 reti, che sommate alle 9 del 1933 divennero 16 in totale con il River Plate. Nel 1935 lasciò il club di Núñez e si trasferì all'Atlanta, in cui trovò poco spazio: al termine della stagione contò 8 partite giocate e un gol segnato. Nel campionato 1936 fu un giocatore del Platense; ancora una volta, per lui ci furono limitate possibilità di scendere in campo, e il computo delle sue presenze scese a 5. In seguito non giocò più nella massima serie nazionale.